# آنتون مولر
آنتون مولر (انگلیسی: Anton Müller؛ زادهٔ ۲۲ اکتبر ۱۹۸۳) بازیکن فوتبال اهل آلمان است.
از باشگاه‌هایی که در آن بازی کرده‌است می‌توان به باشگاه فوتبال هالشر، باشگاه فوتبال کمنیتس، و باشگاه فوتبال هانزا روستوک اشاره کرد.